# Сінесій
Сінесій (дав.-гр. Συνέσεῖος; близько 373, Кирена — бл. 414 — значний церковний, громадський діяч період пізньої Римської імперії, письменник, філософ-неоплатонік, учень Гіпатії, єпископ Птолемаїдський.

## Життєпис
Народився у маєтку поблизу міста Кирена (сучасна Киренаїка, Лівія) у заможній та впливовій родині. що вела свій родовід від Гераклідів. 391 або 393 року разом з братом Евоптієм подався до Александрії Єгипетської. Тут він навчався до 397 року філософії, софістиці та риториці, здобувши класичну освіту. Був учнем Іпатії, захоплювався неоплатонізмом. Між 395 та 397 роками декілька разів бував в Афінах, де навчався у філософській школі.
Під час свого навчання Сінесій вів активну громадську діяльністю. 398 року Сінесій очолив посольство Кирени та Пентаполіса (сучасна Киренаїка) до імператора Аркадія у Константинополь. Тут Сінесій вів переговори про зниження податків для міста Кирена та захищав інтереси кочівників. За підтримки свого земляка магістра армії (magister militum) Сімпліція Сінесій мав успіх й тому до 402 року залишався в Константинополі, де запозичив християнський світогляд. Перебуваючи у столиці Сінесій вів активну літературну діяльність. Найвідомішим твором цього часу було звернення «Про цареву владу», історичний роман «Єгипетські історії, або Провидіння». Його патроном став префект преторія Авреліан.
У 402–409 роках Сінесій продовжував громадську та політичну діяльність в Александрії Єгипетській та Пентополісі, завдяки чому отримав значну повагу та набув впливовості. В цей час одружився з християнкою. Мав в шлюбі 3дітей. 405 року на деякий час повертається до Кірени. 409 року його обирають єпископом Птолемаїди. Відмовився розлучатися з дружиною. Він продовжував листування та стосунки з представниками нехристиянських наукових кіл, зокрема, з Гіпатією. Разом з тим виступав з критикою софістів.
Помер 414 року[джерело?] (за іншими, менш достовірними даними, — 413 року[джерело?]) у місті Птолемаїда внаслідок тяжкої хвороби.

## Твори
- «Про цареву владу».
- «Єгипетські історії, або Провидіння».
- «Схвальна промова лисині». Сатирична пародія на софістів.
- 150 листів, зокрема 5 — до Іпатії.
- 10 гімнів.